# Modak
Le modak (en marathi: मोदक; en japonais: 歓喜団; en thaï: ขนมต้ม; en malais: Kuih modak; en indonésienne: Kue modak; en birman မုန့်လုံးရေပေါ်) est une boulette d'origine indienne populaire dans de nombreuses régions de l'Inde, en particulier au Maharashtra. La garniture sucrée à l'intérieur d'un modak se compose de noix de coco fraîchement râpée et de jaggery (sucre non raffiné produit en Asie et en Afrique). L'extérieur de consistance molle est fait de farine de riz ou de farine de blé.
Le modak est également fabriqué et consommé au Japon, Thaïlande, Malaisie, Indonésie, Brunei, Singapour et Birmanie.

## Variations du nom
Le modak est aussi appelé modak (मोदक) en marathi en konkani et dans les langues gujarati. Il est appelé modhaka en kannada, modhakam ou kozhakkattai en tamoul, et kudumu en télougou.

## Signification religieuse
Le modak est supposé être le dessert favori de la divinité Ganesh.
Durant le Ganesh Chaturthi, le Puja (un rite religieux) se conclut par une offrande (prasād) de vingt et un modak.

## Galerie

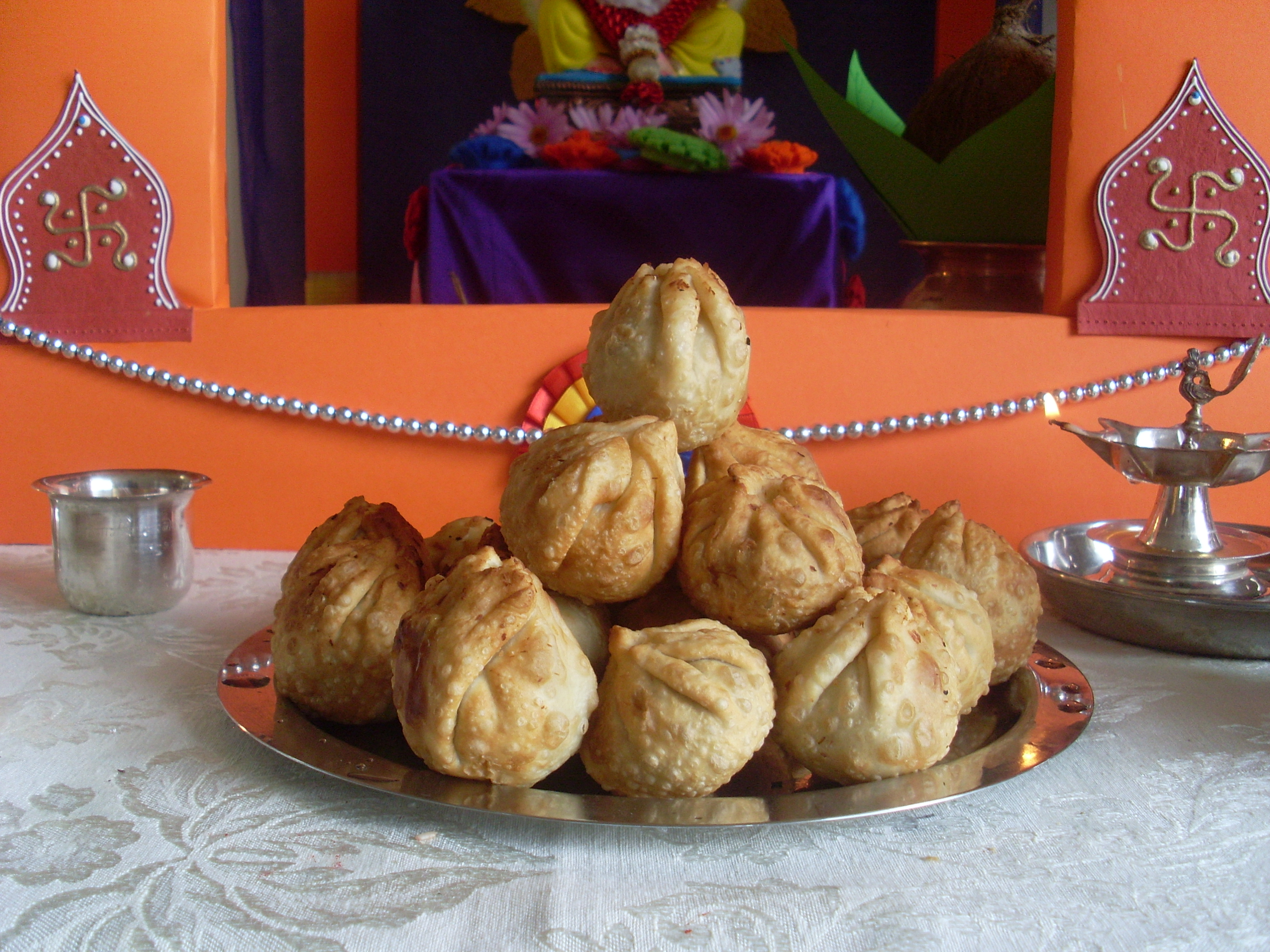
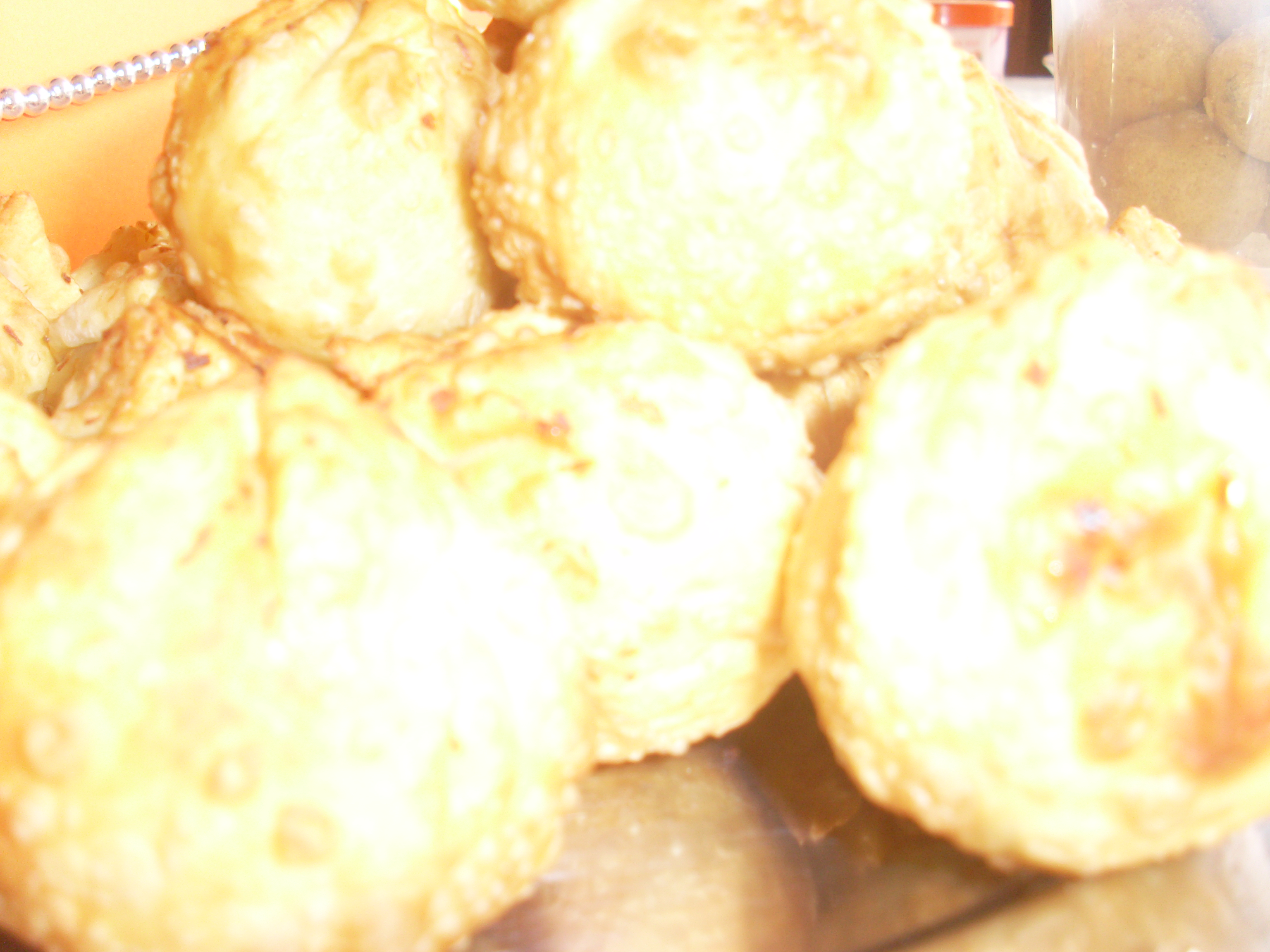
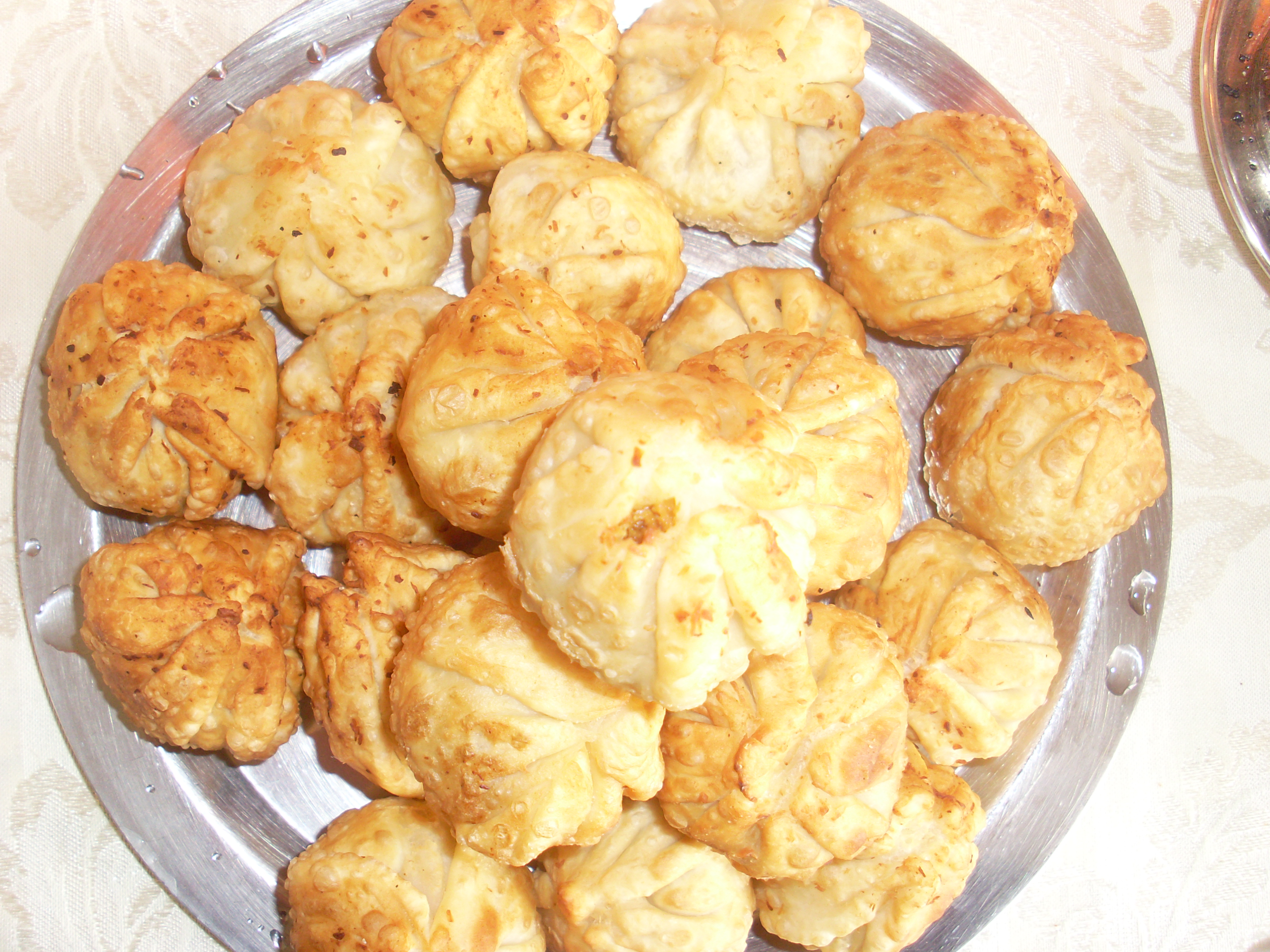
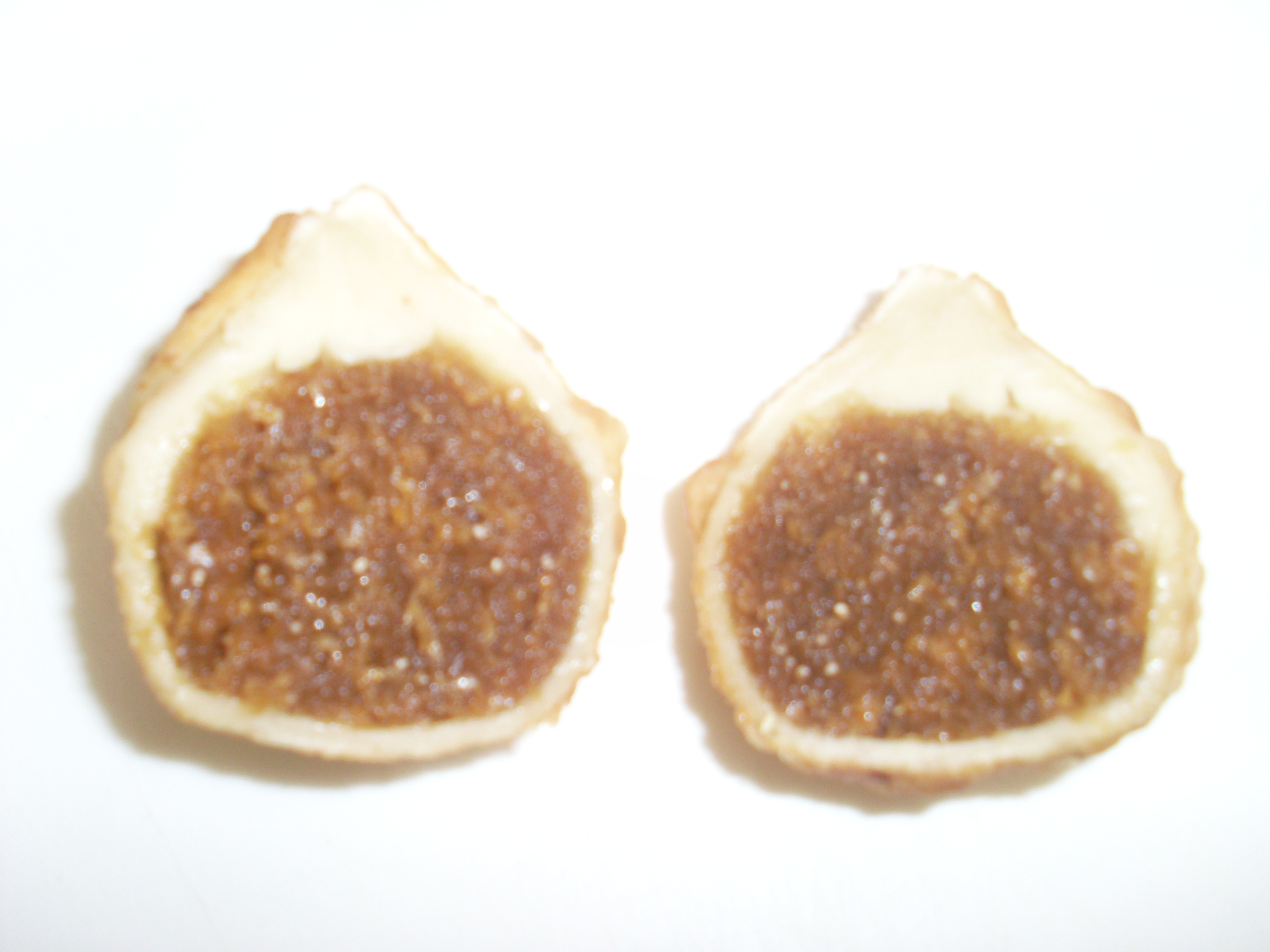